# Josef Wilp

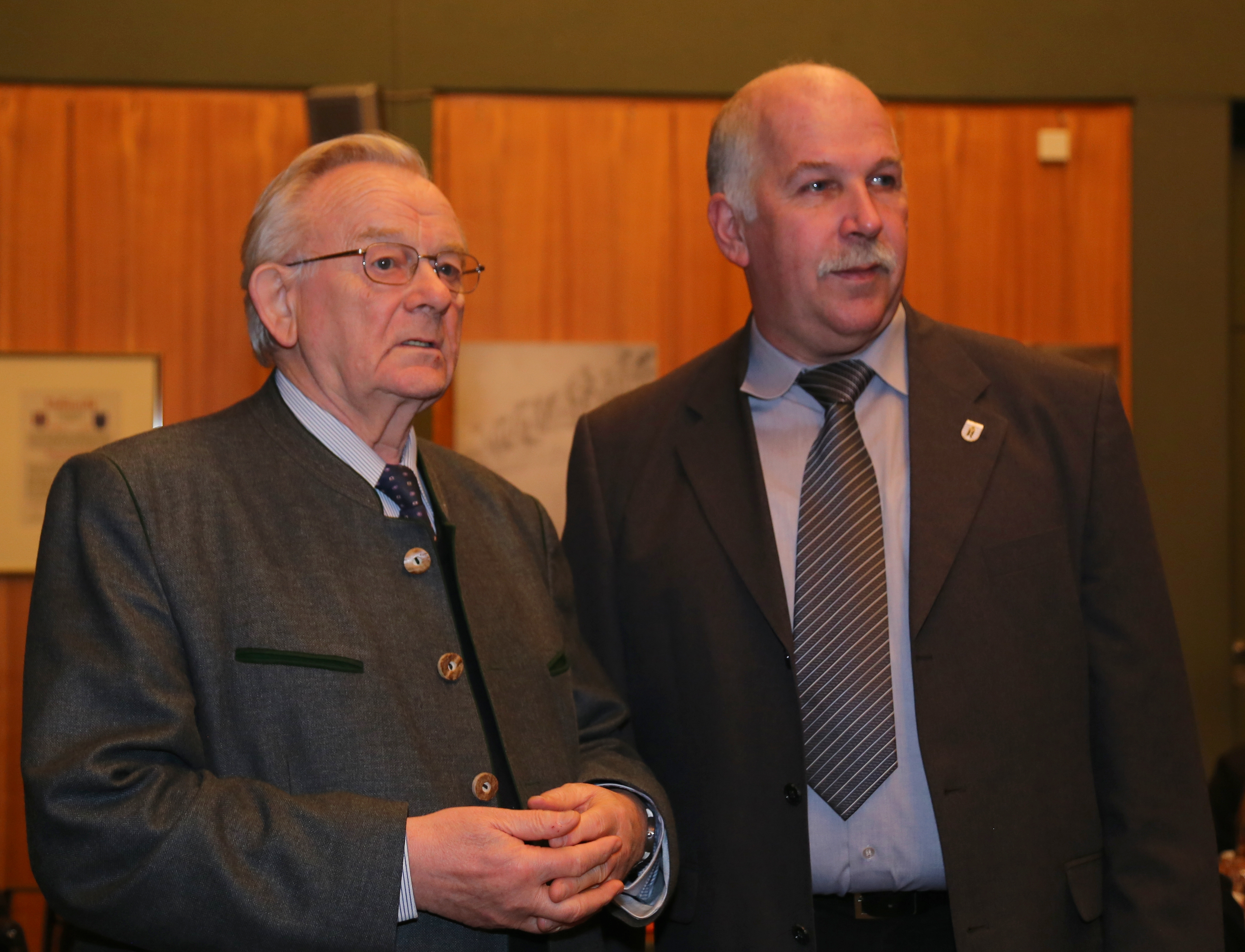
Josef Wilp mit Wolfgang Kölker (rechts) 2014 beim 13. Politischen Aschermittwoch der CDU des Kreises Steinfurt in Recke.

Josef Wilp (* 22. Dezember 1938 in Mesum, heute Stadtteil von Rheine) ist ein deutscher Lehrer und Politiker (CDU). Er war Mitglied des Landtages von Nordrhein-Westfalen.

## Ausbildung und Beruf
Josef Wilp machte 1959 sein Abitur am Gymnasium Dionysianum in Rheine und studierte von 1960 bis 1963 an der Pädagogischen Hochschule Münster, sowie danach an der Westfälischen Wilhelms-Universität Pädagogik, Theologie, Geographie und Sozialwissenschaften. 1963 absolvierte er die 1. Staatsprüfung für das Lehramt an Volksschulen, 1966 dann die 2. Staatsprüfung und war von 1963 bis 1969 Volksschullehrer. 1973 absolvierte Wilp die 1. Staatsprüfung für das Lehramt an Realschulen. Von 1969 bis 1983 fungierte er als Konrektor als Fachleiter am Bezirksseminar Rheine. Von 1983 bis zum Antritt zu seinem Landtagsmandats 1993 war er Rektor einer Hauptschule in Rheine.
Josef Wilp ist verheiratet und hat eine Tochter.

## Politik
Wilp ist seit 1964 Mitglied in der CDU. Seit 1988 ist er Mitglied des CDU-Kreisvorstandes Steinfurt. Von 1969 bis 1974 war er Mitglied des Gemeinderats von Mesum und der Amtsvertretung Rheine. Von 1975 bis 2020 gehörte Wilp dem Rat der Stadt Rheine an und war dort lange Vorsitzender der CDU-Fraktion. Josef Wilp war von 1993 bis 2010 Landtagsabgeordneter des nordrhein-westfälischen Landtags für den Wahlkreis Steinfurt II.

## Werke
- Plattdeutsche Kindheitserinnerungen, in: Helmut Lensing/Christof Spannhoff/Bernd Robben (Hrsg.), Wat, de kann Platt? Selbstzeugnisse, Geschichten und Gedichte aus dem Münsterland und dem Osnabrücker Land, Meppen 2021, S. 298–302.